# Revolta dos Banqueiros do Crédito Social de 1937
A Revolta dos Banqueiros do Crédito Social de 1937, foi uma rebelião, de repercusão no Canadá, desencadeando-a William Aberhart, em Alberta.